# Bélgica en los Juegos Olímpicos de Albertville 1992
Bélgica estuvo representada en los Juegos Olímpicos de Albertville 1992 por un total de 5 deportistas que compitieron en patinaje de velocidad en pista corta.  
El portador de la bandera en la ceremonia de apertura fue el patinador de velocidad Geert Blanchart. El equipo olímpico belga no obtuvo ninguna medalla en estos Juegos.